# Bay Parkway (línea West End)

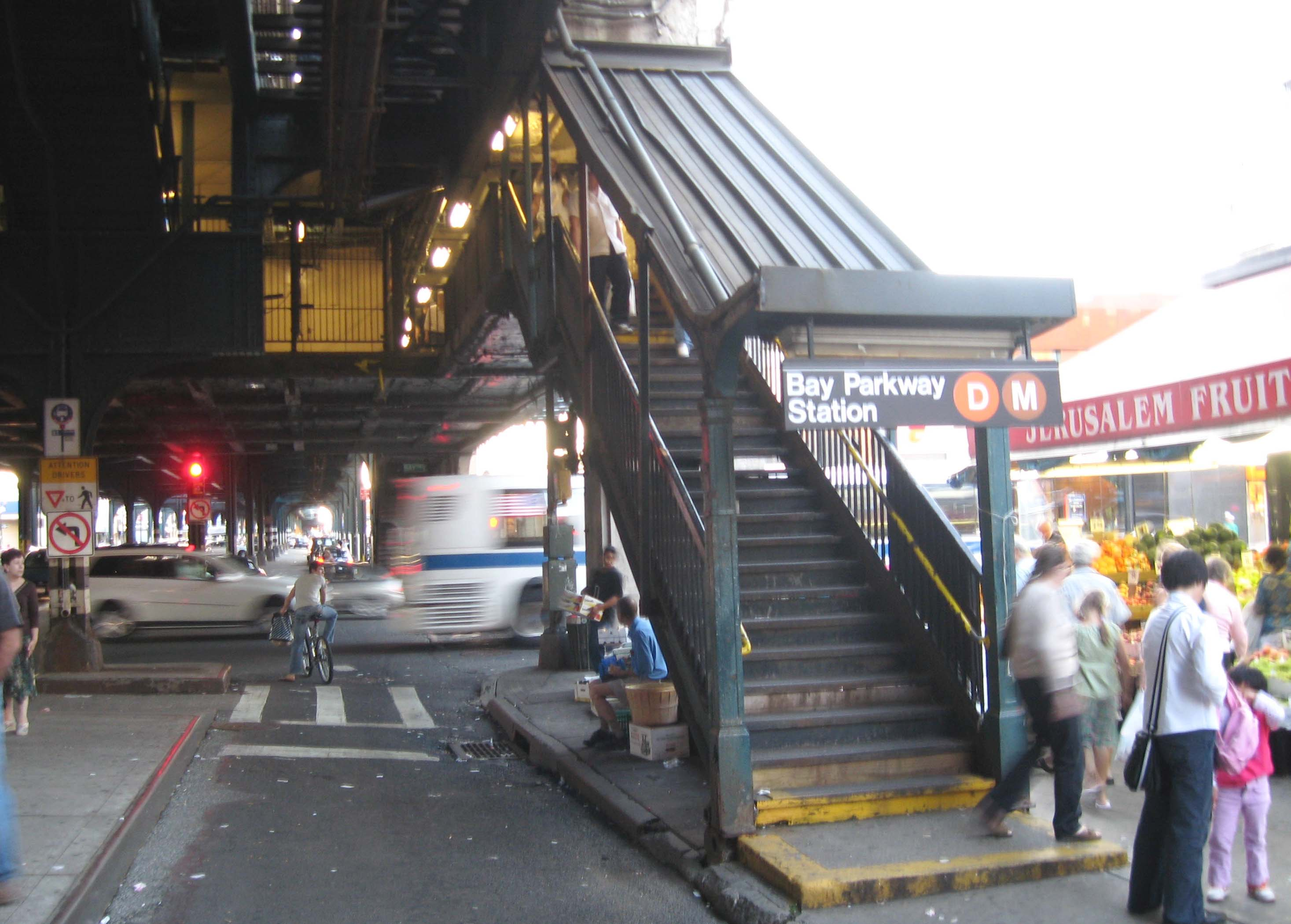
Escalera en la Calle Eastern.

Bay Parkway (anteriormente Bay Parkway–22° Avenida) es una estación en la línea West End del Metro de la Ciudad de Nueva York, localizada en Brooklyn en la intersección de Bay Parkway y la Calle 86, en Bensonhurst, Brooklyn.

## Conexiones de autobuses
- B1 hacia Gravesend, Brighton Beach y Manhattan Beach; al oeste hacia Bensonhurst y Bay Ridge vía la 13° Avenida & la Calle 86[3]
- B6 al este hacia Midwood, Flatbush, Brooklyn College y Canarsie; al oeste hacia Bensonhurst vía la Avenida J & la Avenida Flatlands
- B82 al este hacia Midwood, Flatlands, Canarsie, Spring Creek Towers, al oeste hacia Bensonhurst, Coney Island vía Kings Highway & la Avenida Flatlands